# مارك إيليا
مارك إيليا (بالإنجليزية: Mark Elia) هو حكم كركيت ‏ نيوزيلندي، ولد في 25 ديسمبر 1962 في أوكلاند في نيوزيلندا.